# شعب امجلب
شعب امجلب هي إحدى قرى عزلة جيشان بمديرية جيشان التابعة لمحافظة أبين، بلغ تعداد سكانها 65 نسمة حسب تعداد اليمن لعام 2004.